# Jean Boucher (dirigeant sportif)
Pour les articles homonymes, voir Jean Boucher et Boucher.
Jean Boucher, né le 13 décembre 1923 à Enghien-les-Bains (Seine-et-Oise) et mort le 29 juillet 2017 dans cette même commune, est un gymnaste et dirigeant sportif.

## Biographie
Avec son épouse, Monique Daburon morte le 19 juin 2017, ils adoptent une jeune gymnaste — qu'ils considèrent comme leur fille — Frédérique Giraudeau, championne de France FSCF de 1975 à 1977 et violoniste de talent. Il est le frère de Maurice Boucher, maire d'Enghien-les-Bains de 1951 à 1965. Il meurt à Enghien-les-Bains le 29 juillet 2017 quarante jours après son épouse.

## Engagements citoyens et associatifs
Membre de l’association les "Mouettes du Lac d'Enghien" depuis 1936 puis président d' Enghien Sport de 1945 à 2011, il obtient de brillants résultats tant comme gymnaste que comme entraîneur. Il est sélectionné trois fois à l’international pour les rencontres de la Fédération internationale catholique d'éducation physique et sportive (FICEP) : France/Hollande en 1952, France/Belgique en 1953, France/Autriche en 1954. Jean Boucher, figure emblématique de la vie communale a su donner au club un nouvel essor après les années d’occupation.
Licencié à la Fédération sportive de France (FSF) depuis 1937, il est membre de la commission fédérale de gymnastique masculine depuis 1955 puis moniteur général le 3 février 1958. Il en devient président le 3 octobre 1959 et le reste jusqu'au 30 octobre 1992.

## Carrière professionnelle
Titulaire d'une maîtrise d’éducation physique et sportive en 1946, il est nommé au lycée de Montmorency de 1947 à 1974 puis conseiller à mi-temps à la Direction départementale de la jeunesse et des sports du Val-d'Oise de 1973 à 1988, l'autre moitié de son temps étant à disposition de la FSCF.
Nommé professeur certifié en 1983, il reçoit une appréciation élogieuse du directeur départemental en 1986 : « Maîtrisant parfaitement toutes les dimensions de sa fonction, M. Boucher effectue un travail remarquable ; excellent agent ; note 99,80 ».

## Distinctions
Jean Boucher est :
- chevalier des palmes académiques en 1966 puis officier en juillet 2008 sur demande de la Direction départementale de la jeunesse et des sports « professeur certifié d'EPS, Jean Boucher a, durant toute sa carrière, mérité les plus grands éloges de la part de ses supérieurs. Ses qualités d’enseignant et de pédagogue lui ont permis d’assurer la fonction de conseiller d’éducation sportive à la Direction départementale de la jeunesse et des sports du Val-d'Oise durant plus de 15 ans. Ses activités à la Fédération sportive et culturelle de France en tant que moniteur général puis de président de la commission technique de gymnastique masculine ont été également unanimement appréciées. Théoricien de très grande valeur, il a fait évoluer son sport par sa compétence et la qualité des documents mis à la disposition des associations, des moniteurs et des sportifs » ;
- titulaire de la médaille d'or de la jeunesse et des sports en 1972[7] ;
- titulaire de la médaille de l'honneur fédéral vermeil de la FSCF ;
- chevalier de l'ordre de Léopold II de Belgique[8].

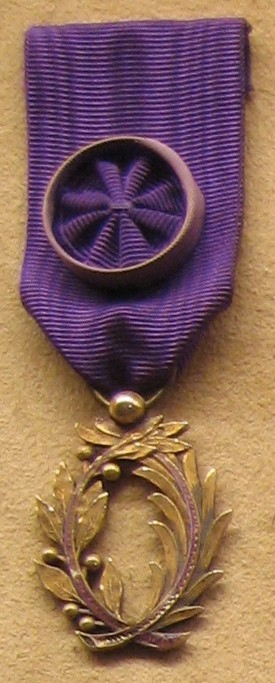
Médaille d'officier de l’ordre des Palmes académiques.
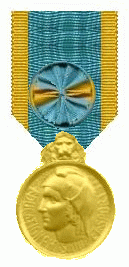
Médaille d'or de la jeunesse et des sports.
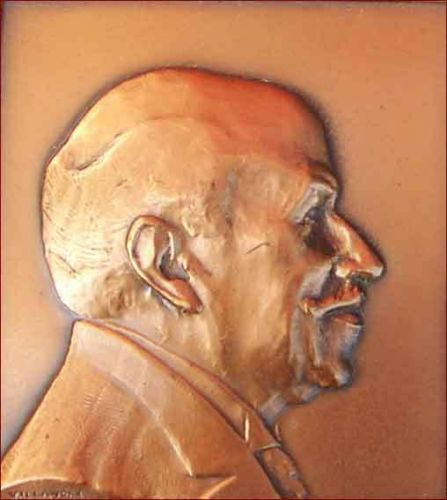
Plaque de l'Honneur fédéral vermeil FSCF.
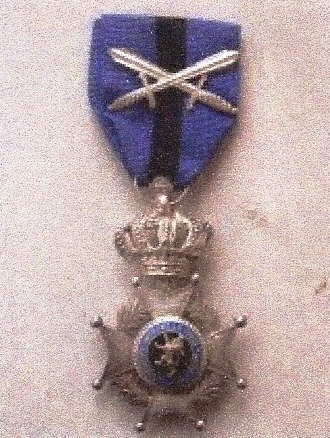
Croix de l'ordre de Léopold II de Belgique.

## Hommages
Extrait du blog des "Mouettes" :

« Sans lui, le club n'aurait pas existé.
Sans lui, on n'aurait pas une réputation aussi grande et qui fait peur aux autres concurrentes.
Sans lui, on ne serait pas championnes de France 2005.
Sans lui, on n'aurait pas connu ce sport qui nous a aidées à nous épanouir.
Sans lui et son défunt frère, les bons comme les mauvais moments, tout cela n'aurait pas eu lieu.
Merci Monsieur Boucher ! »